# マイケル・カポピアンコ
マイケル・カポピアンコ（Michael Capobianco、1950年11月12日）はアメリカ合衆国のSF作家。ウィリアム・バートンとの共作により知られている。それらの作品の多くは冷戦や宇宙旅行、スペースオペラを扱っている。
1996年から1998年まで、そして2007年から2008年の二度アメリカSFファンタジー作家協会会長に就任している。
妻A・C・クリスピンも同じくSF作家である。

## 作品リスト
†はウィリアム・バートンとの共作

### 長編
- Burster (1990)
- Iris (1990)†
- Fellow Traveler (1991)†
- Alpha Centauri (1997)†
- White Light (1998)†

### 短編
- Iris (1990)†
- Fellow Traveler(1991)†
- ロシアの墓標 (The Adventure of the Russian Grave 1995)†
- Thematic Torus in Search of a Cusp (1998)†